# Kortesjärvi

Huy hiệu của Kortesjärvi

Kortesjärvi là một đô thị của Phần Lan.
Vị trí ở tỉnh Tây Phần Lan trong vùng Nam Ostrobothnia. Đô thị này có dân số 2.450 người (năm 2003) và diện tích 336,11 km² trong đó có 8,29 km² là diện tích mặt nước. Mật độ dân số là 7,3 người trên mỗi km².
Dân đô thị này chỉ sử dụng tiếng Phần Lan